# Sparganothoides amitana
Sparganothoides amitana es una especie de lepidóptero del género Sparganothoides, tribu Sparganothini, familia Tortricidae. Fue descrita científicamente por Kruse & Powell en 2009.
La longitud de las alas anteriores es de aproximadamente 8,2 milímetros para los machos y 8,4 milímetros para las hembras. Se distribuye por México, en el estado de Jalisco (Río Verde) y en el municipio de Yahualica de González Gallo.